# Jizera (fiume)
Il fiume Jizera (in tedesco Iser,  in polacco Izera)  è un fiume che nasce sui Monti Iser in Slesia, al confine fra Polonia e Repubblica Ceca e poi scorre in Boemia nell'area del Paradiso Boemo e affluisce nell'Elba.